# Виноградов, Василий Иванович (генерал)
Василий Иванович Виноградов (29 января [10 февраля] 1895, Рыбинск, Ярославская губерния — 16 мая 1967, Москва) — советский военный деятель, генерал-полковник (1944).

## Биография
Василий Иванович Виноградов родился 29 января (10 февраля) 1895 года в Рыбинске Ярославской губернии.

### Первая мировая и гражданская войны
В марте 1915 года был призван в ряды Русской императорской армии и направлен на учёбу в Гатчинскую школу прапорщиков, по окончании которой в составе 66-го пехотного Бутырского полка принимал участие в боевых действиях на Северном фронте, находясь на должностях младшего офицера роты, временно исполняющего должность командира роты.
В декабре 1917 года был демобилизован из рядов армии в чине штабс-капитана.
В ноябре 1918 года вступил в ряды РККА, после чего был назначен на должность инструктора Всевобуча при Рыбинском уездном Военном комиссариате. С февраля 1919 года служил в 30-й стрелковой дивизии на должностях командира батальона 17-го Уральского стрелкового полка, командира батальона 266-го стрелкового полка и помощника начальника штаба 89-й стрелковой бригады по оперативной части. Принимал участие в боевых действиях на Восточном фронте против войск под командованием адмирала А. В. Колчака.

### Межвоенное время
В 1920 году Виноградов окончил курсы командиров полков при Высшей стрелковой школе «Выстрел». В январе 1921 года был назначен на должность помощника командира 320-го стрелкового полка (Московский военный округ), а с января 1922 года служил в дислоцированной в Ярославле 18-й стрелковой дивизии на должностях командира батальона, временно исполняющего должность помощника командира 157-го стрелкового полка, помощника командира 158-го стрелкового полка и командира 52-го стрелкового полка.
В 1929 году окончил курсы старшего комсостава при курсах усовершенствования комсостава «Выстрел», а в 1932 году вступил в ряды ВКП(б).
В апреле 1932 года был назначен на должность начальника Рязанского пехотного училища имени К. Е. Ворошилова. За успехи в подготовке курсантов в августе 1936 года Василий Иванович Виноградов был награждён орденом Красной Звезды.
В октябре 1939 года был назначен на должность командира 61-го стрелкового корпуса (Московский военный округ), а в январе 1940 года — на должность командира 47-го стрелкового корпуса, участвовавшего в Советско-финляндской войне.
В июне 1940 года был назначен на должность командира 7-го механизированного корпуса (Московский военный округ).

### Великая Отечественная война
С началом войны корпус под командованием Виноградова был включён в состав 20-й армии (резерв Ставки Верховного Главнокомандования), а в начале июля был включён в состав Западного фронта. В конце июля по решению Ставки ВГК корпус был расформирован, а генерал-майор Василий Иванович Виноградов был назначен на должность заместителя командующего по тылу — начальника управления тыла 30-й армии.
С 30 октября 1941 года состоял в распоряжении начальника Управления тыла Красной Армии, а затем был назначен на должность заместителя командующего войсками Калининского фронта по тылу, в марте 1942 года — на должность первого заместителя начальника Главного управления тыла Красной Армии, а в ноябре 1944 года — на должность начальника штаба Тыла Красной Армии — первого заместителя начальника Тыла.
В августе 1945 года генерал-полковник Василий Иванович Виноградов был назначен на должность заместителя главнокомандующего советскими войсками на Дальнем Востоке по тылу, находясь на которой, принимал участие в советско-японской войне.

### Послевоенная карьера

Могила Виноградова на Новодевичьем кладбище Москвы.

С окончанием войны Виноградов вновь был назначен на должность начальника штаба Тыла Красной Армии.
С июля 1949 года временно исполнял обязанности заместителя министра обороны по тылу, а в сентябре был назначен на должность начальника Управления службы тыла, в январе 1951 года — на должность заместителя министра обороны по тылу, в апреле 1953 года — на должность начальника Тыла, а в июне 1958 года — на должность главного интенданта — заместителя начальника Тыла.
С мая 1959 года генерал-полковник Василий Иванович Виноградов состоял в распоряжении заместителя министра обороны — начальника Тыла МО СССР, а в марте 1960 года вышел в отставку. Умер 16 мая 1967 года в Москве.

## Награды
- Три ордена Ленина (7.03.1943, 21.02.1945, 22.02.1955)
- Три ордена Красного Знамени (12.01.1942, 3.11.1944, 20.06.1949)
- Орден Суворова I степени (8.09.1945)
- Орден Суворова II степени
- Орден Богдана Хмельницкого I степени (18.12.1956)
- Орден Красной Звезды (16.08.1936)
- Медаль «За оборону Москвы»
- Медаль «За победу над Германией в Великой Отечественной войне 1941—1945 гг.»
- Медаль «За победу над Японией»
- Медаль «20 лет Победы в Великой Отечественной войне 1941—1945 гг.»
- Медаль «XX лет Рабоче-Крестьянской Красной Армии»
- Медаль «30 лет Советской Армии и Флота»
- Медаль «40 лет Вооружённых Сил СССР»
- Медаль «В память 800-летия Москвы»
- Орден Партизанской Звезды II степени (Югославия)
- Орден Красного Знамени (Монголия)

## Звания
- Комбриг (26.11.1935);
- Комдив (04.11.1939);
- Генерал-майор (04.06.1940);
- Генерал-лейтенант (03.05.1942);
- Генерал-полковник (11.05.1944).